# Крестинский, Николай Николаевич
Никола́й Никола́евич Крести́нский (13 [25] октября 1883, Могилёв, Российская империя — 15 марта 1938, Москва, СССР) — советский политический и государственный деятель, революционер-большевик. 15 марта 1938 года расстрелян (). В 1963 году посмертно реабилитирован.

## Биография
Родился в Могилёве, русский. В семье Николая Семёновича Крестинского (1855—1911), гимназического учителя, а затем инспектора и его супруги Анны Семёновны, урождённой Ковалёвой (ум. 1935), было семеро детей.
В 1901 году окончил 2-ю Виленскую гимназию с золотой медалью, в 1907 году — юридический факультет Петербургского университета, после чего работал помощником присяжного поверенного, присяжным проверенным.
Член РСДРП с 1903 года, с 1905 года — большевик. С 1906 года представлял Северо-Западный обком РСДРП в ЦК и Большевистском центре.
В 1908—1914 годах — юрисконсульт ряда профсоюзов и социал-демократических фракций в 3-й и 4-й Государственных думах. В 1912 году выдвигался на выборах в Государственную Думу IV созыва по городу Петербургу. После Февральской революции 1917 года был избран председателем Екатеринбургского губкома РСДРП(б) и оказался в оппозиции к «правому» курсу, проводимому Каменевым и Сталиным, но на мартовском совещании остался в меньшинстве. Об эффективности его работы в Екатеринбурге свидетельствует то, что местный Совет, первый в России, стал большевистским по составу и ещё в июне 1917 года взял власть в свои руки.
На VI съезде РСДРП(б) в августе 1917 года впервые избран членом ЦК.
В дни Октябрьской революции — председатель Екатеринбургского ВРК. Был избран депутатом Учредительного собрания. С декабря 1917 года — член коллегии Наркомата финансов РСФСР, главный комиссар, заместитель председателя Народного банка, комиссар юстиции Петроградской трудовой коммуны и Союза коммун Северной области.
В ходе обсуждения Брестского мира был одним из лидеров «левых коммунистов». В 1918—1922 годах народный комиссар финансов РСФСР.
В марте 1919 года на VIII съезде РКП(б) вместе с В. И. Лениным выступал с отчётным докладом ЦК и был избран в состав первого Политбюро и Оргбюро ЦК РКП(б) . С ноября 1919 года ответственный секретарь ЦК РКП(б). Во время конфликта «по вопросу об НКПС», вылившегося позже в «дискуссию о профсоюзах», поддержал Льва Троцкого.
На IX съезде РКП(б) также выступил вместе с Лениным с отчётным докладом ЦК, а также с докладом «Отношение к кооперации», был переизбран в ЦК и Политбюро.
В результате на X съезде РКП(б) в марте 1921 года, где выступил с организационным отчётом ЦК, не был избран в состав ЦК, Политбюро и Оргбюро, освободив свой пост для В. М. Молотова, а в итоге — для Сталина, как генерального секретаря ЦК.
Многие делегаты съезда оказались не согласны с этим решением: хотя Крестинский не был внесён в список для голосования, предложенный «группой десяти»[прояснить], 161 делегат из 479 вписал его фамилию в бюллетень для голосования, — уникальный случай в истории партии.
Будучи наркомом финансов, выступал с отдельными лекциями в МФЭИ.
С октября 1921 года — полпред РСФСР/СССР в Германии (в то время это был самый важный дипломатический пост за рубежом). В 1922 году — член советской делегации на Генуэзской конференции. По свидетельству Троцкого, называл Сталина «дрянным человеком с жёлтыми глазами». В 1923 году занимался подготовкой пролетарской революции в Германии. По дипломатическим каналам получал из Москвы огромные денежные средства и распределял их между «красными сотнями», которые должны были 7 ноября 1923 года спровоцировать столкновения с полицией, после чего планировалось «стихийное» выступление масс, захват государственных учреждений и провозглашение Советской власти. Однако «великая революция» в Германии провалилась.
В 1923—1926 годах поддерживал «левую оппозицию». В 1926 году отошёл от неё. В 1927—1929 годах участник «новой оппозиции».
В 1930—1937 годах — заместитель, первый заместитель наркома иностранных дел СССР. В 1936 году подписал документ о приёме в Гохран СССР золотого запаса Испании, переданного в Москву республиканским правительством. Полученное золото значительно покрывало расходы СССР на военную и материальную помощь республиканцам в ходе гражданской войны.
В марте 1937 года Сталин сказал Крестинскому, что человеку, находившемуся в оппозиции, неудобно оставаться на таком посту, где часто приходится иметь дело с иностранцами.

### Арест и гибель
С марта 1937 года — первый заместитель наркома юстиции СССР.
В мае 1937 года арестован, исключён из партии. Следствие вёл А. И. Лангфанг. Был обвинён в связях с Троцким, с германской разведкой, в подготовке террористических актов против руководства партии.
На процессе по делу «антисоветского правотроцкистского блока» единственный из обвиняемых в 1-й день процесса не признал своей вины и был возвращён «на доследование». На следующий день вновь предстал перед судом, извинился за вчерашнее и признал вину.
13 марта 1938 года был приговорён к расстрелу. Расстрелян 15 марта 1938 года в Москве.
Реабилитирован Военной коллегией Верховного суда СССР 6 июля 1963 года.

## Семья
- Жена — Вера Моисеевна Югенбург (1885, Велиж Витебской губернии — 1963) — главный врач больницы имени Н. Ф. Филатова, арестована в феврале 1938 года, приговорена к 8 годам лагерей. Её брат Семён (Залман) Моисеевич Югенбург (1891—1971, Самарканд) был специалистом по статистике, кандидатом экономических наук; в 1938 г. лишился должности и вскоре оказался в Средней Азии[12]. Сестра — Анна Моисеевна была женой военного медика, генерала М. И. Неменова.
  - Дочь — Наталья Николаевна Крестинская (1920—2009), в июне 1939 года арестована и отправлена в ссылку, позже стала терапевтом-кардиологом, кандидатом медицинских наук, заслуженным врачом Российской Федерации[3].
    - Внук — Владимир Николаевич Крестинский (1953—1991), врач-реаниматолог.
- Племянник жены — доктор физико-математических наук Леонид Михайлович Неменов.
- Старший брат — Владимир Николаевич Крестинский (08.04.1882-22.10.1939), химик-органик, доктор химических наук, профессор[13].
- Брат-близнец — Сергей Николаевич Крестинский[14] (13.10.1883 — 12.3.1917, Псков), военный инженер и юрист. Полковник. Участник Русско-японской войны, Первой мировой войны: участвовал в боях в Восточной Пруссии и полугодовой обороне крепости Осовец. Погиб во время солдатского самосуда.
- Сестра — Варвара Николаевна Крестинская (1885—1971), доктор химических наук. Жила в Ленинграде, преподавала в педагогическом институте, в 1938 году была выслана в Среднюю Азию. Вернулась в Ленинград в 1953 году[15][16]. Её муж Клавдий Робертович Мацюлевич (1883—1938), химик-органик, консультант по капитальному строительству химических учреждений АН СССР был арестован в 1937 году, приговорён к ВМН и в 1938 году расстрелян. Реабилитирован в 1957 году.
- Сестра — Елена Николаевна Крестинская (1895—1979). 1-й брак — Кирилл Александрович Башкиров (1892—1953), 2-й брак — Лев Константинович Штюрмер (1895—1943, Челябинск)[17]. До 1941 года жила в Таллине. В начале войны семья эвакуировалась в Челябинск.
  - Племянники: Марк Кириллович Крестинский (1914—1943), инженер. Арестован в 1942 году, осужден на 5 лет исправительно-трудовых лагерей, умер в заключении от истощения[18]; Ирина Кирилловна Башкирова-Крестинская (1919—2009), инженер-электрик. Участница Великой Отечественной войны: была медицинской сестрой[19]; Лев Львович Штюрмер (1922—1942), пропал без вести на фронте[20]; Наталья Львовна Штюрмер (в замуж. Багрецова; 1924—2011)[21].
- Брат — Алексей Николаевич Крестинский (1896—январь 1942), китаист, книголюб, работал бухгалтером. Умер в блокадном Ленинграде[22].
  - Племянник (сын младшего брата Алексея) — Александр Алексеевич Крестинский, писатель[23].
- Сестра — Нина Николаевна Крестинская (в замужестве Изнаирская; 1905—1990). Окончила химический факультет Ленинградского политехнического института имени М. И. Калинина, кандидат химических наук. Репрессирована как родственница врага народа[24]. Освобождена в 1954 году, реабилитирована в 1993 году.
  - Племянник — Сергей Николаевич Изнаирский[25] (род. в 1942 г., Ленинград), геолог, доцент, член Российского минералогического общества.

## Адреса
- 1917 — Екатеринбург, Вознесенский проспект, 37[26]

## Память
- В Екатеринбурге есть улица, носящая имя Крестинского.

### Киновоплощение
- 1943 — «Миссия в Москву» (США) — Роман Боэн[англ.]